# Laura Collett
Laura May Collett (Leamington Spa, 31 de agosto de 1989) es una jinete británica que compite en la modalidad de concurso completo.
Participó en dos Juegos Olímpicos de Verano, obteniendo tres medallas, oro en Tokio 2020 en la prueba por equipos (junto con Tom McEwen y Oliver Townend) y dos en París 2024 oro por equipos (con Rosalind Canter y Tom McEwen) y bronce individual.
Ganó una medalla de oro en el Campeonato Europeo de Concurso Completo de 2023.
En 2022 fue nombrada miembro de la Orden del Imperio Británico (MBE).

## Palmarés internacional
| Juegos Olímpicos   | Juegos Olímpicos          | Juegos Olímpicos  | Juegos Olímpicos |
| Año                | Lugar                     | Medalla           | Categoría        |
| ------------------ | ------------------------- | ----------------- | ---------------- |
| 2020               | Tokio (Japón)             | Medalla de oro    | Por equipos      |
| 2024               | París (Francia)           | Medalla de oro    | Por equipos      |
| 2024               | París (Francia)           | Medalla de bronce | Individual       |
| Campeonato Europeo |                           |                   |                  |
| Año                | Lugar                     | Medalla           | Categoría        |
| 2023               | Le Pin-au-Haras (Francia) | Medalla de oro    | Por equipos      |